# Боне (Меза)
Боне (фр. Bonnet) је насељено место у Француској у региону Лорена, у департману Меза.
По подацима из 2011. године у општини је живело 212 становника, а густина насељености је износила 7,3 становника/km².

## Демографија
| 1962. | 1968. | 1975. | 1982. | 1990. | 2011. |
| ----- | ----- | ----- | ----- | ----- | ----- |
| 290   | 276   | 243   | 245   | 236   | 212   |